# باشگاه فوتبال ناروا ترانس
باشگاه فوتبال ناروا ترانس (به استونیایی: JK Narva Trans) باشگاهی در شهر تالین، استونی است.
این باشگاه در سال ۱۹۷۹ میلادی تأسیس شده است.

## افتخارات
- لیگ برتر فوتبال استونی
  - نایب قهرمان: ۲۰۰۶
  - مقام سوم: ۱۹۹۵، ۲۰۰۵، ۲۰۰۸، ۲۰۱۰ و ۲۰۱۱
- جام حذفی فوتبال استونی
  - قهرمان: ۲۰۰۱
  - نایب قهرمان: ۱۹۹۴، ۲۰۰۷، ۲۰۱۱
- سوپر جام فوتبال استونی
  - قهرمان: ۲۰۰۷، ۲۰۰۸